# ハイティーン・ブギ (曲)
「ハイティーン・ブギ」は、近藤真彦の7作目のシングルレコード。
1982年6月30日に発売された。発売元は、RVC。

## 概要
表題曲は、東宝映画『ハイティーン・ブギ』主題歌。カップリング「MOMOKO」は同映画挿入歌。
東山紀之が本曲について、「当時、合宿所のリビングで、『若い子の意見も訊きたい』という事で僕たちもミーティングに一緒にいた。『ハイティーン・ブギ』の時は（作曲した）山下達郎さんが合宿所に来て、達郎さんがお酒が好きという事で、僕が水割り作って達郎さんに差し出した」というエピソードを語った。
公式な音源化はされていないが、山下自身もライブでセルフカバーしており『サンデー・ソングブック』ライブ特集でオンエアしている。また、山下歌唱のデモ・ヴォーカル・ヴァージョンも存在し、こちらも過去に山下がパーソナリティを務めたラジオ番組で放送されたことがある。
レーベルには近藤の写真とサインが印刷。ジャケットに添付のピンナップは、近藤に加え、当映画で共演した田原俊彦・野村義男が写ったものもある。

## 収録曲
- 両楽曲共に、作詞：松本隆／作曲・編曲：山下達郎

1. ハイティーン・ブギ（3分29秒）
2. MOMOKO（3分18秒）

## 参加ミュージシャン
- ギター：矢島賢
- ベース：伊藤広規
- ドラム：青山純
- コーラス：竹内まりや、EPO

## 収録アルバム
ハイティーン・ブギ
THE MATCHY best song for you
近藤真彦 THE BEST
By Your Request（新録音）
THE ROCK BEST（新録音）
風街図鑑
MATCHY★BEST
MOMOKO
THE MATCHY best song for you
By Your Request（新録音）

## カバー
ハイティーン・ブギ
- PUFFY - 2002年2月20日に発売されたPUFFYのカバー・アルバム『THE HIT PARADE』並びに2006年1月25日に発売された『MATCHY TRIBUTE 25th anniversary』に収録。